# Jens Frederik Nielsen
Jens-Frederik Nielsen (Nuuk, 22 giugno 1991) è un politico e giocatore di badminton groenlandese, primo ministro della Groenlandia dal 28 marzo 2025.
Membro dell'Inatsisartut dal 2002, egli è altresì attualmente leader del partito Demokraatit, ricoprendo in passato la carica di ministro del lavoro e delle risorse minerarie durante il settimo governo di Kim Kielsen dal 29 maggio 2020 all'8 febbraio 2021.

## Biografia
Jens Frederik Nielsen è un ex giocatore di badminton più volte medagliato agli Island Games e già ministro del lavoro e delle risorse minerarie tra il 2020 e il 2021, che in seguito alle elezioni parlamentari in Groenlandia dell' 11 marzo 2025 ha il compito di creare un governo di coalizione, avendo vinto con il 30,26% con il partito dei Democratici, elezione che ha visto il partito aumentare di più del 20% i consensi rispetto alla precedente elezione, con un'affluenza alle urne del 70%.
Nielsen, nonostante la giovane età, è già un politico navigato da prima delle elezioni ed è molto noto nel Paese anche per i suoi record sportivi. Ha vinto diverse volte il campionato groenlandese di badminton dal 2012, nelle categorie singolare, doppio e mista, e ha anche gareggiato agli Island Games, evento internazionale dove ha vinto medaglie d'oro e d'argento in diverse edizioni. Laureato in scienze sociali all'Università di Nuuk, la capitale del Paese, ha continuato a gareggiare fino al 2020.
Il 28 marzo 2025, dopo la vittoria del suo partito alle elezioni parlamentari dello stesso anno, viene eletto primo ministro della Groenlandia nell'ottica di una grande coalizione.

## Idee politiche
Nielsen ha espresso la sua chiara contrarietà alla proposta del governo statunitense di Donald Trump di annettere la Groenlandia agli USA con la frase "Non vogliamo essere americani. No, non vogliamo essere danesi. Vogliamo essere groenlandesi e vogliamo la nostra indipendenza in futuro. E vogliamo costruire il nostro paese da soli", volendo quindi rendere indipendente il paese, cosa chiara anche dal motto del partito dei Democratici,  "Prima la Groenlandia".
Sotto la sua guida i Democratici si sono opposti alla legge sulla pesca, principale attività economica dell'isola, presentata dal governo di sinistra ed ecologista nel 2024 che imponeva quote flessibili per singole specie e sede in Groenlandia per tutte le aziende commerciali.